# Teinobasis wallacei
Teinobasis wallacei là một loài chuồn chuồn kim trong họ Coenagrionidae.
Teinobasis wallacei được miêu tả khoa học năm 1924 bởi Campion.